# Laurits Tuxen
 "Laurits Regner Tuxen" omdirigeres hertil. For andre betydninger af Laurits Regner Tuxen, se Laurits Regner Tuxen (flertydig).
Laurits (eller Lauritz) Regner Tuxen (født 9. december 1853 i København, død 21. november 1927 i København) var en dansk maler, billedhugger og professor ved Kunstakademiet.

## Kort oversigt
Laurits Tuxen voksede op i København. Faderen, Nicolai Elias Tuxen, var søofficer og direktør for Orlogsværftet, og Tuxen ville egentlig helst være marinemaler. På Kunstakademiet blev han og P.S. Krøyer betragtet som de dygtigste elever, og derfor blev han opfordret til at beskæftige sig mere med figurmaleriet, som regnedes for den fornemste genre.
Tuxen kom første gang til Skagen i 1870, og han besøgte byen flere gange i løbet af 1870'erne. Det skulle imidlertid gå mere end 20 år, før han i 1901 igen kom til Skagen. I de mellemliggende år videreuddannede han og Krøyer sig i Paris, og han var initiativtager til oprettelsen af Kunstnernes Frie Studieskoler i København. Desuden rejste han meget rundt på store bestillingsopgaver fra Europas konge- og fyrstehoffer. Han malede bl.a. kæmpestore familieportrætter af kong Christian 9. og dronning Louise med deres familie, af den britiske dronning Victoria med hendes familie og af den russiske tsarfamilie.
Tuxen rejste i 1879 til Nymindegab, hvor han blandt andet malede de lokale fiskere og trankogersker; det blev starten til malerkolonien Nymindegabmalerne. Enkelte af hans værker fra dette fremmede, vestjyske land kan i dag ses på Nymindegab Museum.
Der findes malerier af Tuxen i samlingerne: Eremitagen i Sankt Petersborg, The Royal Collection (London), Ny Carlsberg Glyptotek, Statens Museum for Kunst, Skagens Museum og Den Hirschsprungske Samling.
Laurits Tuxen var lillebror til maleren Nicoline Tuxen. Han var gift to gange: fra 1886 til 1899 med den belgiske Ursule de Baisieux og fra 1901 med den norske Frederikke Treschow.
I 1892 fik han titel af professor. Han var Ridder af Dannebrog og Dannebrogsmand.

## Biografi
Tuxen blev omtrent 14 år gammel elev på Kunstakademiet, hvor han arbejdede indtil 1872; Han fik privat vejledning i malerkunsten af Holger Drachmann, senere af Vilhelm Kyhn, og udførte samtidig adskillige studier, dels landskaber, dels marinebilleder. På udstillingen debuterede han 1875 med et større billede: "Fra Jyllands Vestkyst; en Flodbåd bemandet med Fiskere forsøger i hårdt Vejr at nå ud til et strandet Skib", som vakte opmærksomhed ved sit præg af åndfuldt og ejendommeligt natursyn og af evne til at give bevægelsen i luft og vand udtryk, mest dog ved den udprægede koloristiske begavelse, den unge maler allerede her lagde for dagen.
Samme år rejste Tuxen for første gang udenlands, gjorde studier ved Englands og Bretagnes kyster og begav sig derfra til Paris, hvor han hele vinteren 1875-76 malede efter model under Léon Bonnat. Efter et kortere ophold i hjemmet arbejdede han igen 1877 i Bonnats atelier og udførte flere arbejder, deriblandt en Susanna,, som han ikke var helt tilfreds med, men udstillede det på Parisersalonen efter at Bonnat sagde god for det.
I foråret 1879 vendte han atter hjem og udstillede et nyt billede af Susanna i badet, der gjorde mere end almindelig opsigt; kompositionen var af sjælden skønhed, og figurerne vidnede om kunstnerens indgående formstudier; endnu mere interesserede værket dog i kraft af farvens ualmindelige fylde og det brede, marvfulde foredrag, den ypperlige gennemførelse af de nøgne partier og det virkningsfulde clairobscur. Værket var ifølge Tuxen selv hans gennembrud.
Ved efterårstid samme år rejste Tuxen til Italien og malede dér blandt andet udmærkede kopier efter Tizians Den himmelske og den jordiske Kjærlighed og Rafaels dobbeltportræt i Galleria Doria; de blev udstillet 1881 sammen med et dameportræt, der udmærkede sig ved rig farvevirkning og prægtig stofgengivelse, og det interessante friluftsbillede Trankogning paa Jyllands Vestkyst, hvor karakteristikken af figurerne var lige så fortræffelig, som lysvirkningen fin og slående.
I 1882 udstillede han en ny Susanna og de to gamle, smuk i farven, men mindre betydelig i Indholdet end den ældre behandling af emnet. I 1883 og de nærmest følgende år malede han på Frederiksborg de meget virkningsfulde loftsbilleder Søen og Havet, Den sejrende Venus og Danmark modtager Stændernes Hylding.
Væsentlig var Tuxen dog i denne periode beskæftiget med de store 'fyrstebilleder', der har bragt hans navn ud til fjerne egne. Rækken blev indledt af kolossalmaleriet af kong Christian 9. og hans slægt, som i 1883 var samlet på Fredensborg. Arbejdet med de omfattende studier og dermed følgende rejser optog al kunstnerens tid og alle hans kræfter indtil foråret 1886.
6. marts 1886 giftede Tuxen sig med den belgiske Charlotte Pauline Ursule de Baisieux (født i Brüssel 5. december 1862, død 6. august 1899) og rejste med hende til Paris og derfra til omegnen af Boulogne sur Mer, hvor han malede et større billede Fiskernes Hjemkomst fra Havet, der blev købt af kongen af Italien.
Fyrstebilleder
I sommeren 1887 blev Tuxen kaldet til Windsor for dér at male et billede af dronning Victoria af Storbritannien og hendes slægt. I de følgende år udførte han de store malerier over lignende emner, hertugen af Yorks bryllup, kejseren af Ruslands bryllup, prins Carl af Danmarks bryllup samt et Garden-Party ved dronning Victorias diamantjubilæum, endelig et mindre billede af sørgehøjtiden i St. Georges kapel ved Windsor efter dronningens død. 
Alle disse kunstværker er ophængt i Buckingham Palace i London. 
I St. Petersborg findes to arbejder af samme art, kejserens bryllup, omarbejdelse af ovennævnte billede, og kejserens kroning. I 1902 udstilledes på Charlottenborg De fire Slægtled, kong Christian 9., kronprins Frederik, prins Christian og prins Frederik, nu på Frederiksborg. Derefter har kunstneren været beskæftiget med tre billeder af scener fra kong Edwards kroning, som de tidligere nævnte bestemt for Buckingham Palace.
| - Fyrstebilleder - Christian IX med sin slægt samlet i Havesalen på Fredensborg i 1883, 1886, Christiansborg Slot (5 m × 7 m) - Dronning Victoria og hendes slægt, 1887 - Fra brylluppet mellem Nikolaj 2. af Rusland og Alix af Hessen, 1895 - George V's kroning, 1914 |

I vinteren 1888-89 opholdt Tuxen sig i Kairo og nogle år senere i Palæstina. Fra begge rejser foreligger der billeder. I begyndelsen af 1890'erne udførte han et større historiemaleri, Arkonas Indtagelse, til museet på Frederiksborg.

Tuxens omfangsrige "repræsentationsstykker" udmærker sig ved en velovervejet komposition, teknisk virtuositet og slående virkning; af større indre værd er dog hans portrætter, blandt hvilke general Bahnsons, professor William Scharlings og P.S. Krøyers (1903) indtager en fremragende plads ved liv og træffende karakteristik, hans landskaber og ikke mindst hans friske og åndfulde marinebilleder.
Som billedhugger har han udført smukke og livfulde buster. En ikke ringe virksomhed har Tuxen udfoldet som en af lederne af Kunstnernes Studieskole, som Danmarks repræsentant ved verdensudstillinger og som medlem af Akademirådet.
Tuxens første hustru døde af tuberkulose i 1899. Efter sin første hustrus død giftede Tuxen sig den 23. juni 1901 med den norske Frederikke Koës, født Treschow (født 11. april 1856). De bosatte sig i København sammen med Tuxens to døtre, Yvonne og Nina. Samme år købte parret Madam Bendsens Gård i Skagen, som de byggede om til en herskabelig sommerbolig og døbte den Dagminne.
I de følgende år malede Tuxen en lang række billeder i Skagen. Det var nu især de nære motiver, der optog ham: familien, vennerne, landskabet, havet og havens blomster. Desuden engagerede han sig stærkt i oprettelsen af Skagens Museum.
Laurits Tuxen døde den 21. november 1927 i København. Han ligger begravet på Vestre Kirkegård i København.

## Galleri
| - Andre værker af Laurits Tuxen - Billede fra Tuxens periode i Nymindegab, 1879 - Trankogersker på stranden i bygevejr, Nymindegab, 1879 - Udsigt mod Cairo, 1889, Statens Museum for Kunst - Arkonas indtagelse af kong Valdemar den Store og biskop Absalon 1169, 1894, Det Nationalhistoriske Museum på Frederiksborg Slot - Susanna i badet og de to gamle, 1895, privateje - Liggende kvinde i klitterne ved Skagen. Soffi Drachmann, ca. 1904, Drachmanns Hus - Sankthansblus på Skagen strand, 1905, privateje - Morgenkaffen skænkes, 1906, Skagens Museum - Man rejser sig fra bordet (Aftenselskab hos familien Moresco), 1906, privateje - Sommerdag på Skagen Strand med figurer, 1907, privateje - Vesterhavet i storm. Efter solnedgang. Højen, 1909, Skagens Museum - Yvonne Tuxen og Vibeke Krøyer, 1909, Skagens Museum - Skulptur af Michael Ancher og P.S. Krøyer ved Skagens Museum, 1910 - Den druknede bringes i land, 1913, Skagens Museum - Badende børn i modlys, 1913, formentlig privateje - Nina på stranden, 1915, privateje - Birthe Ursula og Frederikke Tuxen på Skagen Sønderstrand, 1917, privateje - Solskin i haven, 1922, Skagens Museum |